# Thomas Schreiber (posadero)
Thomas Schreiber (c. 1598-30 de mayo de 1629) fue un posadero alemán ejecutado por brujería. Fue probablemente la víctima más conocida de los juicios por brujería de Mergentheim, y se hizo conocido por su oposición a estos juicios. Su correspondencia se ha conservado. Su caso ofrece un ejemplo inusualmente detallado de la mentalidad de una ciudad en medio de un juicio masivo por brujería.

## Vida
Thomas Schreiber era el dueño y gerente de una posada popular y exitosa en la ciudad de Mergentheim. Tenía aproximadamente 30 años en 1628, estaba casado con Anna Schreiber y tenían cuatro hijos. Era miembro de una rica familia de mercaderes con parientes en altos cargos en varias ciudades vecinas.

### De fondo
Comenzando a principios de 1628 y continuando durante varios años, se estaban llevando a cabo en Mergentheim una serie de juicios por brujería que dieron lugar a cientos de ejecuciones, y se supo que Thomas Schreiber se oponía a ellos. Sobre la ejecución de la esposa del alcalde, Martha Braun, el 1 de diciembre de 1628, declaró que había sido sometida a una gran injusticia y comparó la ejecución con los baños de sangre de Nerón. Doce días más tarde, el 12 de diciembre de 1628, fue señalado como brujo en la confesión de Martha Dönkherin, sin embargo no fue arrestado ni informado sobre la acusación, ya que las normas exigían tres denuncias independientes antes de un arresto.  
Sobre la ejecución de la rica viuda de Lorenz Gurren el 21 de enero de 1629, Schreiber declaró que dudaba de su confesión, a lo que el oficial Max Waltzen comentó: "Ja, ja, los que conocen al diablo no deberían asombrarse tanto". Después de esto, Schreiber continuó criticando los juicios por brujería, pero también empezó a preocuparse por su seguridad: "Si algo me sucede, que todo cristiano piadoso tema por sí mismo. Dios podría preservar a todos de la Neuenhaus [la casa de tortura] pero incluso el más piadoso, si es puesto allí, resultará ser un brujo". Se refirió a los juicios como baños de sangre y afirmó que sospechaba que las autoridades de la ciudad deseaban "lavarse las manos en mi sangre".
El 29 de enero, una segunda mujer le denunció bajo interrogatorio. Thomas Schreiber transfirió dinero desde la ciudad, y se fue a Ansbach-Hohenlohe el 1 de febrero. Se fue con tanta prisa que se vio obligado a pedirle a su esposa que le enviara las botas, sombrero y ropa. Cuando estuvo a salvo, escribió al alcalde de Mergentheim, Paul Nachtraben, y justificó su huida declarando que la confesión bajo tortura resultaba en mentiras; escribió a su amigo y asesor legal Georg Allemahn y le pidió que investigara su caso y le informara cuando fuera seguro regresar; y escribió a su mujer diciéndole que los jueces irían al infierno y le pidió que se reuniera con él en Ebersheim en Hohenlohe. La carta para su esposa, sin embargo, fue interceptada por las autoridades de Mergentheim, quienes pidieron con éxito a las autoridades de Hohenlohe que lo extraditaran a Mergentheim.

### Juicio
Después de su extradición, Thomas Schreiber fue llevado de inmediato ante el tribunal bajo el cargo de hechicería. Como no había sido todavía denunciado por tres testigos, solo dos, no podía ser torturado. Cuando se le preguntó sobre sus críticas a los juicios por brujería, respondió que siempre había dicho que eran legítimos siempre que nadie fuera objeto de injusticia. El 13 de febrero, Catharina Reissens le denunció, y así se lograron las tres denuncias necesarias para la tortura. Se considera muy probable que las tres denuncias se hubieran realizado bajo presión de los interrogadores.
El 10 de abril, una carta conjunta de protesta contra su arresto firmada por sus amigos en Heidenheim, Langenau, Ellwangen, Dinelsbuhl y Aalen fue entregada en Mergentheim, en la que protestaban por el hecho de que Schreiber había sido arrestado sin ninguna acusación específica, y que podía haber pecado por criticar al tribunal, pero la clemencia estaba justificada debido a su juventud e hijos menores. El tribunal solicitó asesoramiento legal al tribunal de Würzburgo, y se le dio el consejo de que la tortura era totalmente legítima dado que el acusado había sido denunciado tres veces, había intentado huir y había criticado al tribunal.
El 19 de mayo, Thomas Schreiber fue llevado a la cámara de tortura y se le mostraron los instrumentos de tortura, que era el procedimiento normal para ver si el acusado confesaba sin tener que aplicar tortura. Los interrogadores afirmaron que los juicios por brujería eran la justicia de Dios y le animaron a confesar su culpabilidad, pero él calificó de injusticia todo el proceso legal, calificó las 34 ejecuciones por brujería llevadas a cabo desde su arresto de baño de sangre, y declaró a los interrogadores: "Tan verdadero como que Cristo murió en la cruz y Dios me creó, soy inocente. No pueden los sabios equivocarse también en esta materia?". Durante la subsiguiente tortura, confesó haber cometido adulterio con Satanás en forma de mujer y que se había convertido en brujo por lujuria más que por realizar magia; que había robado y profanado el pan sacramental; que había asistido al sabbat y que desde entonces era incapaz de pronunciar el rosario; y finalmente, denunció a siete cómplices a los que supuestamente había visto asistiendo al sabbat con él. El tribunal le pidió que confirmara su confesión en cuatro ocasiones, el 22, 25, 26 y 28 de mayo, antes de dictar la sentencia de muerte.
Antes de su ejecución, Thomas Schreiber escribió a su esposa. Le recordó que ella le había dicho muchas veces "quien sea elegido para la vida eterna debe sufrir cardos, espinas y conflictos"; que deseaba que se casara otra vez, "por los niños, porque viudas y huérfanos son despreciados y humillados en este mundo vil", y le aseguró que era inocente y que se volverían a encontrar en el Cielo. Anna Schreiber escribió y le respondió que le pedía perdón si alguna vez le había dado la impresión de que creía las acusaciones en su contra, y que deseaba estar muerta. Thomas Schreiber fue decapitado y luego quemado en la hoguera el 30 de mayo de 1629.